# Batalla de Schellenberg
La batalla de Schellenberg va ser un enfrontament armat que es va desenvolupar durant la Guerra de Successió espanyola, el 2 de juliol de 1704 al voltant del fort de Schellenberg, que dominava la ciutat emmurallada de Donauwörth, sobre el riu Danubi, a Baviera (Alemanya meridional).
La batalla va oposar les forces de la Gran Aliança, formada pel Regne d'Anglaterra, l'Arxiducat d'Àustria i les Províncies Unides, comandades per John Churchill, el duc de Marlborough i Lluís Guillem de Baden-Baden, contra les forces franceses bavareses, acabdillades pel comte d'Arc i el seu lloctinent, el marquès de Maffei (pel bàndol francès), i per l'elector Maximilià II de Baviera i el comte de Marsin del bàndol bavarès.
Schellenberg, presa mitjançant un cop de mà, va suposar una decisiva victòria per a la Gran Aliança perquè creava un pas segur al Danubi per les operacions logístiques d'aprovisionament de l'exèrcit de Marlborough. A més, va permetre prosseguir la campanya aliada de 1704 a Baviera. La batalla es va decidir en dues hores, després de la qual es van arribar a comptar 14.000 baixes aproximadament.
Després de la victòria, els aliats tenien dues opcions: o bé persuadir l'elector de Baviera perquè s'unís a la seva causa, o bé fer-li sortir del seu refugi a Augsburg i derrotar abans que rebés reforços. Per facilitar aquests fins, els aliats van iniciar la controvertida política d'assolar la campanya bavaresa, mentre negociaven en secret amb l'Elector perquè desertés del bàndol de Lluís XIV de França. No obstant això, aquest es va mantenir intransigent davant les ofertes que s'unís al bloc imperial, probablement a causa de les notícies de l'arribada imminent de reforços. Marlborough prestava atenció als comentaris contraris (sobretot de Baden) a aquesta política. No obstant això, va ser ell qui va donar l'ordre. El que historiadors consideren com una mera barbaritat. La xifra de poblas assolats s'estima a uns quatre-cents. Tot i que aquesta estratègia va ser infructuosa, els exèrcits es van enfrontar finalment el 13 d'agost de 1704, a batalla de Höchstädt (1704), prop de Blindheim (Blenheim en anglès), on el duc de Marlborough i Eugeni de Savoia van vèncer la coalició francobavaresa del duc de Tallard.

## Antecedents

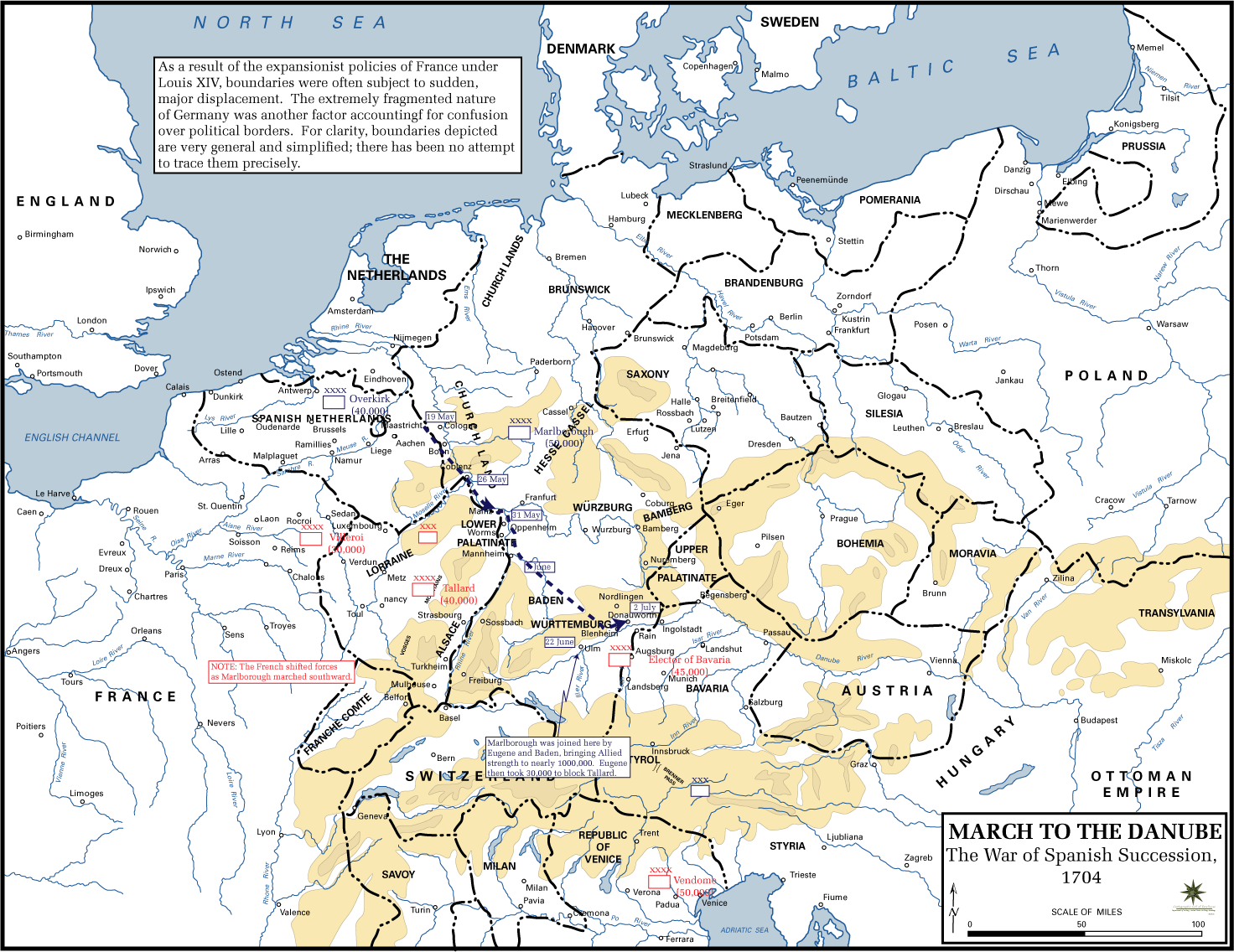
La marxa de John Churchill des de Bedburg fins al Danubi, 1704.

La Batalla de Schellenberg va ser part de la campanya de la Gran Aliança de 1704, tenia com a objectiu impedir l'amenaça de l'exèrcit francobàvar a Viena, capital de l'Imperi. La campanya va culminar el 20 de desembre amb la caiguda de Trarbach, però el principal esdeveniment va ser la batalla de Hochstadt el 13 d'agost de 1704, a la qual l'exèrcit de Marlborough i Savoia va vèncer a les forces del duc de Tallard.
Aquesta acció bèl·lica havia començat el 19 de maig d'aquell any, quan el duc de Marlborough va partir de Bedburg als Països Baixos espanyols, cap als territoris de Maximilià de Baviera. Aquesta marxa va recórrer ràpidament els 400 km que disten entre ambdues regions, encara que, en principi, es pensava que el seu objectiu era Alsàcia o el Mosela. No obstant això, des que es va notificar el 5 de juny del moviment de Marlborough l'elector, va témer que el seu objectiu primordial és Baviera, on es trobava l'exèrcit del Comte de Marsin. Cap al 22 de juny, es van unir a l'exèrcit del duc els reforços imperials del Marcgravi de Baden, en Launsheim, després d'això es va crear una força que sumava 80.000 homes.
L'Emperador Leopold volia atreure de nou l'elector al bloc imperial, del qual s'havia apartat abans de començar la guerra per aliar-se amb el Rei Sol, però, Marlborough pensava que la millor manera que Baviera tornés a la Gran Aliança era una negociació des d'una posició de poder, després d'haver derrotat la coalició francobavaresa en el camp de batalla. Per a realitzar aquesta operació, els aliats necessitaven una base a la rereguarda, útil per a l'emmagatzematge de provisions i munició, així com un bon pas sobre el Danubi (havien estès massa les línies de subministrament, que passaven per Nördlingen i Nuremberg). D'altra banda, l'elector i el comte de Marsin no sabien si Marlborough atacaria Donauwörth o Augsburg -ambdós llocs estratègics per a la Gran Aliança-, no obstant això, els aliats van triar la ciutat de Donauwörth, dominada al Nord pel turó de Schellenberg.

## Preludi
El 1703, el mariscal de França, Claude Villars, havia aconsellat l'elector de Baviera de fortificar les seves ciutats, «[…] especialment Schellenberg, aquest fort sobre Donauwörth, la importància ja va advertir Gustau II Adolf de Suècia [...]» Tot i el seu avís, l'elector desatendre el decaigut fort de Schellenberg, que necessitava ser reparat i fortificat.

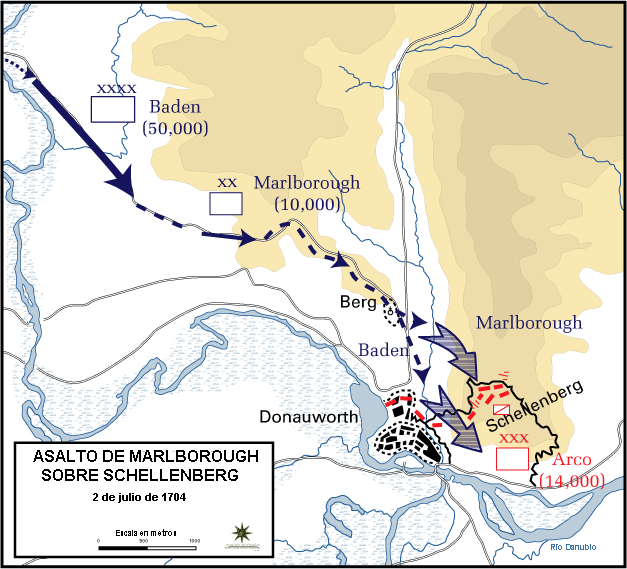
En 800 anys d'història, només Gustau II Adolf de Suècia havia aconseguit conquerir el fort de Schellenberg, en Donauwörth, durant la Guerra dels Trenta Anys.

Quan Maximilià va adonar-se que Donauwörth seria atacada, va encarregar el comte d'Arc, un oficial piemontès, de reforçar les defenses de la ciutat i que resistís al fort Schellenberg. Se li van enviar 12.000 homes des del campament francobavarès de Dillingen — la majoria dels quals van ser presos de la guàrdia personal de Maximilià o del regiment del Príncep elector — capitanejat per oficials veterans i uns 13.000 homes. En total, la guarnició que defensava Schellenberg era formada per setze batallons d'infanteria bavaresos i set francesos, tres esquadrons bavaresos i sis francesos de dragons, amb el suport de setze canons. A més, tres batallons de milícia sostenien la plaça.
La nit de l'1 al 2 de juliol, els aliats havien acampat a Amerdingen, a 14 km de Donauwörth. Va ser allà precisament on Marlborough va rebre un missatge del Príncep Eugeni de Savoia, que li informava que el Duc de Tallard marxava amb una tropa de 35.000 homes a través de la Selva Negra per a reforçar l'exèrcit francobàvar. Aquestes notícies van fer que el Duc es convencés de no tenir temps per a un setge convencional, pel que, tot i les protestes del marcgravi Lluís Guillem - en al·legar que un assalt directe causaria greus baixes-, Marlborough va planejar un assalt obert al fort de Schellenberg.
El general d'Arco coneixia el parador de les tropes aliades, i confiava que disposava, almenys, d'un dia sencer per preparar les defenses de Donauwörth, però, a les primeres hores del 2 de juliol, l'exèrcit de Marlborough va començar a aixecar el campament per dirigir-se cap a Schellenberg. El duc va revisar personalment l'avanç de la primera força d'assalt, principalment granaders anglesos i neerlandesos, presos en grups de 130 homes de cada batalló sota el seu comandament. Aquest grup era constituït, a part de per granaders, per voluntaris encarregats d'assaltar les defenses en primer lloc. Aquesta tropa, que comptava amb 32 esquadrons de suport, va ser dirigida pel general neerlandès Johan Wingand van Goor. La segona força d'atac era formada per huit batallons de tropes neerlandeses, angleses i alemanyes (de Hannover i Hessen-Darmstadt), i per 35 batallons de cavalleria, comandats per Henry Lumley i el comte Reynard van Hompesh. L'ala de l'exèrcit del marcgravi Lluís Guillem va marxar a la rereguarda de les de Marlborough, un paper menys perillós.

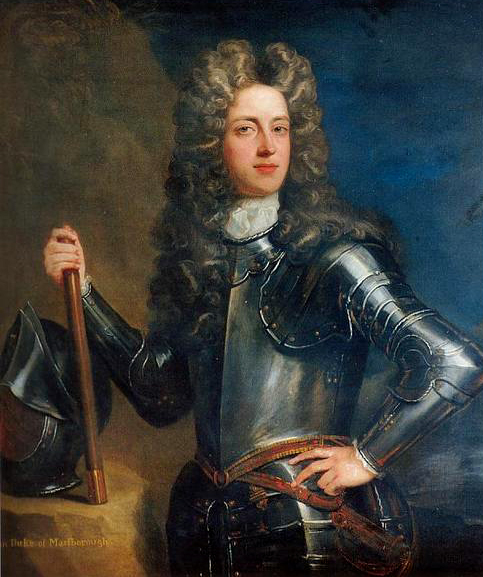
El duc de Marlborough (1650-1722), per Godfrey Kneller. El duc va planejar un assalt directe al fort de Schellenberg, però el príncep Lluís de Baden preferia realitzar un llarg setge. Al final, l'elecció de Marlborough va prevaler Marlborough era el representant de la Reina Anna a la Gran Aliança, que, en realitat, dirigia..

Mentre els aliats desfilaven cap a Donauwörth, es van millorar ràpidament les defenses de l'Schellenberg: es van posar a punt els canons, es va construir una palissada en el perímetre del fort i es van excavar trinxeres al voltant del parapet defensiu per fer-ho doblement efectiu. No obstant això, a les nou del matí del 2 de juliol, d'Arco va ser avisat de l'avanç aliat cap a ells i va ordenar de seguida al seu infanteria que ajudés als seus enginyers en la preparació de les defenses. Un oficial francès i cronista de l'època, el Coronel De la Colonie, va escriure: " No vam tenir prou temps per completar això satisfactòriament […] "
Tot i que l'avanç dels aliats va ser entorpit per camins enfangats, cap a mitja tarda ja havien creuat el riu Wörnitz a Ebermergen. Marlborough va ordenar al seu general de brigada, el Comte de Cadogan, que, pel que fa
 arribés als afores de Donauwörth, havia allunyar-se i acampar de manera que semblés que els aliats anaven a realitzar un setge al fort de Schellenberg. Quan el Comte d'Arco observar els preparatius de Cadogan, va abandonar la supervisió de la preparació de les defenses per dinar amb el comandant francès de la vila, el Coronel du Bordet, creient que disposava de la resta del dia i de la nit per finalitzar els preparatius. No obstant això, els sentinelles bavaresos van veure el decidit avanç de Marlborough, que pretenia realitzar un assalt immediat, i van donar la veu d'alarma, de manera que el General d'Arco interrompre immediatament el seu còmode dinar i es va afanyar al fort Schellenberg per cridar els seus homes a les armes.

## Desenvolupament tàctic

### Camp de batalla
El turó de Schellenberg dominava el Nord-est de Donauwörth, una ciutat emmurallada situada a la confluència dels rius Danubi i Wörnitz. Una de les seves vessants estava protegida pel dens i impenetrable bosc de Boschberg, el Wörnitz i els seus aiguamolls protegien les vessants del Sud i l'Est, de manera que el turó era el millor lloc per a la defensa de la ciutat. En el seu cim ovalada, plana i oberta, hi havia un antic fort, construït per Gustau II Adolf a la Guerra dels Trenta Anys, que es trobava en un estat ruïnós. A més, les muralles de Donauwörth eren de segona categoria i no tenien la sofisticació de les defenses construïdes per Sébastien Le Prestre de Vauban, l'enginyer del Rei Sol.

### Maniobres inicials

La presa del fort de Shellenberg, 2 de juliol de 1704. Els defensors francobávaros aconseguir repel·lir dues vegades a les forces del Duc de Marlborough fins que el Marcgravi de Baden va aconseguir obrir una bretxa en el flanc dret.

Tot i que Marlborough sabia que un atac frontal al fort de Schellenberg seria molt dur, estava convençut que era l'única manera de conquerir ràpidament la ciutat de Donauwörth. Marlborough va calcular que, cada hora que permetés l'enemic preparar les seves defenses, equivaldria a una pèrdua de mil homes.
Un home de la unitat de dragons, Christian Welsh, va recordar: «El nostre flanc no era pas dins del camp de visió de l'enemic fins a mitja tarda, però, per no donar temps als bavaresos d'enfortir, el duc va ordenar al general neerlandès van Goor que ataqués més aviat possible.» Un dels primers oficials que va entrar en combat va ser el Coronel Holcroft Blood, comandant d'artilleria de l'exèrcit de Marlborough, que va ordenar disparar l'enemic des de les esplanades de Berg. Aquest atac va ser ràpidament contestat pel general d'Arco, els canons van començar a disparar des del fort de Gustau II Adolf.
D'Arco va ordenar la infanteria francesa del Coronel De la Colonie que romangués al cim del Schellenberg, per omplir les bretxes que els aliats aconseguissin produir en les seves defenses. No obstant això, a causa de la plana del cim, aquesta posició no els protegia del foc enemic. El Coronel Blood, que de seguida va percebre aquesta situació, va ordenar concentrar els trets al cim, per la qual cosa va causar greus baixes en els homes del Coronel De la Colonie, el qual més tard va escriure: «El foc enemic es va concentrar en el nostre regiment, la seva primera descàrrega va ferir de mort al Comte de la Bastide […] i el meu abric es va cobrir de cervell i sang. ». Tot i aquest atac, que va fer perdre 80 granaders i cinc oficials, De la Colonie va assumir que era absolutament necessari que el regiment francès es mantingués en la seva posició. De la Colonie era resolt a mantenir la disciplina i per tal d'ésser preparats per quan fossin cridats a l'acció.

### Primer assalt de Marlborough
Un dels primers atacs dels aliats va seguir la tàctica del forlorn hope, dut a terme per una força de 80 granaders, capitanejats pel vescomte de Mordaunt i el coronel Richard Mon. El moviment pretenia aturar el foc de la defensa enemiga, permetent així distingir Marlborough el lloc òptim on crear una bretxa. Spencer fixa la xifra en cinquanta homes. Spencer diu que només deu persones van sobreviure al forlorn hope, i assegura que van ser 17.
A les sis de la tarda, després del forlorn hope, el cos principal d'infanteria (principalment granaders anglesos i neerlandesos) va començar la seva atac. La disciplinada marxa dels atacants cap al Schellenberg aviat va convertir-se en un violent atac.«La rapidesa dels seus moviments, unida als seus crits i esgarips, era molt alarmant», va recalcar el De la Colonie, que va ordenar els seus soldats carregar per tal de fer callar els crits victoriosos dels atacants.
A mesura que l'exèrcit de Marlborough s'acostava a Schellenberg, els seus soldats es convertien en blancs fàcils per al foc francobavarès. Els trets dels mosquetons, juntament amb les explosions de les granades, van crear una enorme confusió als vessants del turó. Per facilitar l'assalt al fort, cada soldat portava un fardell de branques (tallades del bosc de Boschberg) per usar-les com a ponts sobre els fossats que s'havien cavat. No obstant això, aquestes es van malgastar, ja que es van confondre unes sorra movedissa - produïda per les pluges - amb les rases defensives.
Tot i haver perdut les seves branques, van continuar el seu dur avanç a través de fossats i trinxeres, fins a xocar amb les files bavareses en un salvatge combat cos a cos. La guàrdia de l'elector i els homes de De la Colonie van patir el pitjor de l'atac, «El petit parapet que separava els dos exèrcits es va convertir en la més sagnant lluita que pogués concebre.» De tota manera, les forces aliades no van poder penetrar les defenses i van haver de tornar a la posició inicial. El general van Goor, que havia dirigit l'atac va ser una de les nombroses víctimes.

### Segon assalt de Marlborough
El segon assalt va ser també infructuós, ja que els comandants de brigada i regiment aliats van tenir una gran dificultat per reorganitzar i fer avançar les tropes de nou. Per això van dirigir personalment l'atac, posant-se al capdavant dels seus homes, i els van portar cap al fort en un nou torrent de trets de mosquetons i granades. De la Colonie manté que van rebre set descàrregues seguides de granades. De nou hi va haver un enorme nombre de baixes aliades, els cadàvers jeien a l'estacada enemiga. En aquest atac, també va morir l'oficial que dirigia l'operació, el Comte de Limburg-Styrum. Amb el caos imperant, es van trencar files i les tropes atacants van fugir turó avall mentre els exultants granaders bavaresos, que havien saltat l'estacada amb els seus baionetes calades, els perseguien. No obstant això, els guàrdies anglesos i la cavalleria de Lumley van impedir una derrota total, repel·lint als bavaresos i fent-los tornar després de les seves defenses.

### Assalt de Baden-Baden

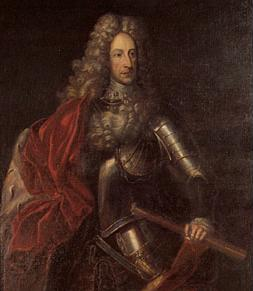
Lluís Guillem de Baden-Baden (1655-1707) que va dirigir l'ala dreta de l'exèrcit aliat a la batalla, on va ser ferit en un peu. Després Schellenberg, la seva relació amb Marlborough va empitjorar molt, ja que tots dos consideraven la batalla una victòria personal.

Després del fracàs dels assalts aliats per destruir les defenses del fort de Schellenberg, Marlborough va rebre informació de què les defenses entre les muralles de Donauwörth i el parapet defensiu estaven terriblement desorganitzades. Els malmesos assalts del Duc d'atacar Schellenberg havien atret a la majoria dels homes del Comte d'Arco dels seus llocs defensius, deixant el flanc esquerre vulnerable i exposat als atacs aliats. Aquesta informació va ser descoberta per un soldat que s'havia desviat durant l'atac, encara que De la Colonie sosté que es va enviar un grup de 20 homes per fer un reconeixement de la zona. L'altre comandant aliat, el Marcgravi de Baden (que s'havia unit a la batalla mitja hora després que Marlborough), va veure de seguida aquesta oportunitat i va partir ràpid amb les seves granaders des de la plana de Berg per assaltar el fort pel flanc esquerre.
Maldestre, el capità de la guarnició de Donauwörth havia ordenat als seus homes que tanquessin les portes de la ciutat, de manera que ara només podien disparar des de les muralles. De la Colonie assegura que el capità pensava que aquesta era la millor manera d'assegurar Donauwörth, però, «[…] va causar la nostra ruïna ». Les tropes imperials i de Baden (recolzades per vuit batallons de reserva de Marlborough, van trencar fàcilment les debilitades defenses. Van aconseguir entrar a Donauwörth, derrotant a diversos batallons d'infanteria i un regiment de cavalleria, i després es van reagrupar als peus del fort de Schellenberg.
Quan va veure el perill, el comte d'Arco es va afanyar a cridar els seus regiments de dragons, en un intent d'aturar l'avanç de les forces imperials cap al cim del turó. Tanmateix, tres companyies de granaders concentrar les seves descàrregues en els dragons francesos, el que va obligar-les a retirar-se. Això va deixar d'Arco fora de contacte amb les seves tropes, que resistien a la part alta del fort, de manera que es va refugiar a Donauwörth. Segons el Coronel De la Colonie, «[…] va tenir alguns problemes per entrar a la ciutat, ja que el capità de la guarnició va dubtar si s'havien obrir les portes».

### Recta final
Conscient que les tropes imperials de Lluís Guillem de Baden-Baden avançaven cap a Schellenberg, Marlborough va iniciar un tercer assalt. Aquesta vegada, els atacants van formar una línia més àmplia, cosa que va obligar els defensors a estendre el seu foc (reduint així el nombre de baixes per trets de mosquetons i granades). No obstant això, les forces francobavareses, incloent-hi el Coronel De la Colonie, no eren conscients que les tropes de Baden havien escombrat el flanc esquerre i que el comte d'Arco s'havia retirat a Donauwörth. D'Arco hauria assumit que la resta dels seus homes l'havien precedit en la seva fugida, però estava equivocat. Per això, els defensors confiaven que tornarien a repel·lir l'atac aliat: «romandre ferms en els nostres llocs, el nostre foc era més regular que mai i estàvem segurs del nostre èxit.»
Poc després de l'assalt de Baden, les forces francobavareses van veure línies de soldats amb uniformes grisos que venien des de Donauwörth. En un principi, van pensar que eren reforços de la guarnició urbana del Coronel du Bordet, però de seguida es van adonar que es tractava de les tropes imperials. De la Colonie va descriure així l'escena: «arribar ràpidament [les tropes imperials de Baden al nostre flanc, cap a dos quarts de la tarda, sense que tinguéssim temps de reaccionar davant aquesta situació. Havíem estat tan concentrats en els nostres propis llocs [...]». Després de situar-se al cim del turó, les tropes del marcgravi de Baden van començar a disparar als sorpresos defensors del fort de Schellenberg, forçant un realineament de les forces francobavareses. Llavors, Marlborough va dirigir l'ala esquerra de l'exèrcit de la Gran aliança, recolzada per un regiment de dragons de reserva, cap a les debilitades línies defensives, amb el que va obligar els soldats a baixar pel turó i trencar el seu ordre.
Els defensors de Schellenberg, superats en nombre pels aliats, havien resistit dues hores al fort, però l'atac de Marlborough i Baden per ambdós flancs va posar fi a la seva resistència. El pànic va apoderar-se de les tropes francobavareses, que van fugir espantades, i el duc va enviar 35 esquadrons de cavalleria i dragons a perseguir els tropes enemigues en el seu fugida. No hi havia una bona ruta d'escapament, ja que el pont sobre el Danubi s'havia ensorrat durant la batalla, i la majoria dels homes del Comte d'Arco van morir ofegats intentant creuar el ràpid riu.

## Conseqüències

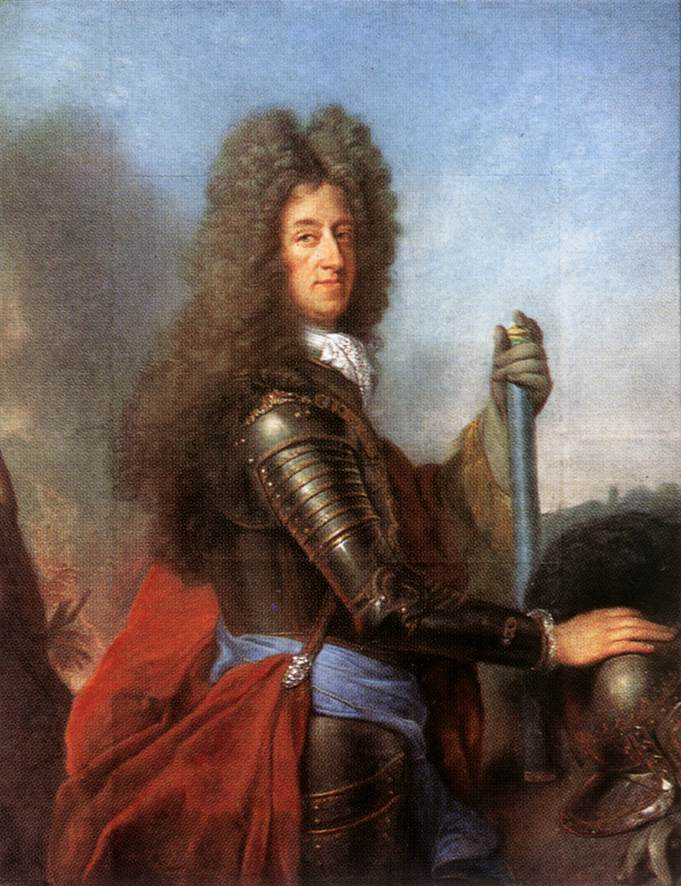
L'elector de Baviera (1662-1726), per Joseph Vivien (1657-1734). Maximilià II de Baviera havia tingut un important paper contra el Regne de França durant la Guerra dels Nou Anys, però va passar al bàndol del Lluís XIV abans de l'esclat de la Guerra de Successió Espanyola, enfrontant-se el seu sogre, l'Emperador Leopold.

El Jean Martin De la Colonie va ser un dels pocs soldats que van poder escapar de la batalla, a la qual l'elector Maximilià II havia perdut moltes de les seves millors tropes: l'aniquilació dels regiments del comte d'Arco va tenir greus efectes sobre la capacitat militar de l'exèrcit francobavarès per la resta de la Guerra de Successió. Molt pocs dels que van participar en la batalla en la defensa de Schellenberg van tornar a unir-se a l'exèrcit del'elector i del Comte de Marsin, si bé entre els pocs que sí que ho van fer hi ha el comte d'Arco i el seu lloctinent, el marquès de Maffei, que van defensar Lutzingen a la batalla de Höchstädt del 1704.
Dels 22.000 homes allistats a l'exèrcit aliat, hi va haver entre 5 i 6.000 baixes durant la batalla, que, al seu torn, van desbordar tots els hospitals que Marlborough havia fet instal·lar a Nördlingen. Entre els morts del bàndol aliat hi havia sis Tinents Generals, quatre generals i molts altres oficials. Això mostra el grau d'exposició al perill dels oficials, que havien de dirigir les seves tropes durant l'atac, cosa que va provocar la caiguda de grans militars com el comte de Limburg-Styrum o el general van Goor. Cap altre conflicte bèl·lic de la Guerra de Successió espanyola es va cobrar tants oficials entre les seves víctimes.
D'altra banda, la victòria aliada donava dret a un botí, entre d'altres tots els canons del fort de Schellenberg, juntament amb les municions, queviures i riqueses de Donauwörth. No obstant això, les llargues llistes de baixes van causar gran consternació per tota la Gran Aliança, essent destacable el clam popular a La Haia. Les Províncies Unides van encunyar una moneda commemorativa de la victòria, a la qual apareix el marcgravi de Baden i una inscripció llatina al revers, sense cap menció del duc de Marlborough am la inscripció següent: «L'enemic va ser vençut i perseguit fins a la seva campament a Schellenberg, prop de Donauwörth, 1704». L'Emperador Leopold va escriure personalment al John Churchill per posar remei el greuge: «Res pot ser més gloriós que la celeritat i vigor amb els que heu vençut l'enemic a Donauwörth».
La ciutat de Donauwörth va ser abandonada aquella nit pel Coronel du Bordet, quan Maximilià II de Baviera arribà amb reforços (trets de les guarnicions de Neuburg i Ratisbona), encara que només va arribar a temps de veure l'aniquilació de les seves millors tropes. Això va fer que es retirés més enllà del riu Lech i va acampar amb les seves tropes a prop d'Augsburg. La posició de Maximilià i del seu lloctinent, el Comte de Marsin, era molt menys segura i estaven desesperats per rebre els reforços del Duc de Tallard, en camí a través de la Selva Negra.
Marlborough no tenia moltes opcions després de la presa de Donauwörth, ja que no tenia canons de setge, el que li impedia atacar Augsburg o Múnic. Tanmateix, el duc de Marlborough era decidit a enfrontar-se Maximilià II Manuel abans que arribés el Mariscal Tallard. La maquinària de setge imperial havia caigut en mans enemigues l'any passat, i s'estaven construint noves a Magúncia i Nuremberg. No obstant això, els comandants aliats no eren capaços de posar-se d'acord sobre el següent moviment després de la Batalla de Schellenberg, i es produí un petit setge al poble de Rain, que va ser pres el 16 de juliol. Els dos líders consideraven que l'operació de Schellenberg va ser una victòria personal.

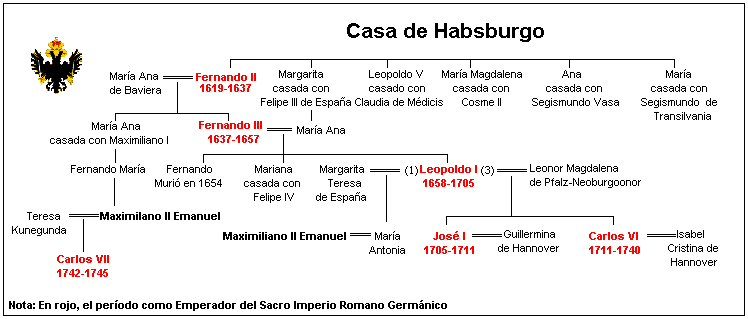
Part de la genealogia de la Casa d'Habsburg. Malgrat la seva matrimoni amb Maria Antònia, filla de l'emperador Leopold, l'elector de Baviera es va mantenir fidel a Lluís XIV de França durant tota la guerra.

Al llarg del mes de juliol, Marlborough va enviar les seves tropes a devastar el camp bavarès, que van cremar viles i destruir cultius, a fi de provocar un enfrontament armat amb l'Maximilià II o bé fer-li tornar all aliats del bàndol imperial. L'espoli de Baviera, que va generar misèria entre la població, va fer que la seva dona, Maria Antònia, li suplica que s'unís a la Gran Aliança. L'Emperador també desitjava que li donés suport, de manera que li va oferir amnistia i subsidis per a la reparació dels seus territoris. L'emperador mateix va assegurar que li lliuraria els territoris de Burgau i Palatinat-Neuburg. Tot i que Maximilià II va vacil·lar en la seva fidelitat a Lluís XIV, va decidir-se a seguir lluitant contra el'Emperador Leopold i la Gran Aliança quan va rebre les notícies de la propera arribada dels reforços de Tallard, amb 35.000 homes. A Tallard no li va agradar que l'elector Maximilià hagués ordenat la dispersió dels seus homes com a resposta a l'espoli de Baviera. Probablement només per a protegir els seus propis interessos. No obstant això, les forces de Marlboroug i Baden també anaven a rebre ajuda, ja que el príncep Eugeni de Savoia es dirigia a Baviera amb 18.000 a 20.000 homes.
El 5 d'agost es van reunir els tres comandants aliats, Marlborough, el marcgravi de Baden i Eugeni de Savoia, per planejar el seu següent moviment. El pla del marcgravi d'assetjar la ciutat d'Ingolstadt, al Danubi, amb un exèrcit de 15.000 homes, va ser recolzat amb entusiasme pels altres dos líders (tot i la seva inferioritat numèrica). Marlborough i Eugeni de Savoia eren molt interessats a desfer-se del seu aliat. Sabien que els següents serien a ser molt violents, i la naturalesa prudent de Baden podria ser un obstacle. Finalment, l'exèrcit aliat amb 52.000 homes es va enfrontar a la coalició francobavaresa. Aquest exèrcit li superava en nombre, ja que sumava 56.000 homes als voltants del poble de Blindheim (Blenheim per als anglesos), al Danubi. La batalla, que es va produir el 13 d'agost, es coneix en la història com la batalla de Höchstädt.